# You Can Play These Songs with Chords
You Can Play These Songs with Chords è un album demo del 1997 dei Death Cab for Cutie.
Questo album fu originalmente realizzato su cassetta. Gibbard fino a quel momento era stato l'unico membro del progetto, ma poiché You Can Play These Songs with Chords divenne abbastanza popolare, egli decise di reclutare altri membri per formare una band, che avrebbe poi realizzato Something About Airplanes. Nel 2002, dopo il successo del terzo disco The Photo Album l'anno precedente, questo album fu rimasterizzato e stampato su disco con l'aggiunta di altre tracce bonus.

## Tracce
Testi e musiche di Benjamin Gibbard, Nicholas Harmer e Christopher Walla, eccetto dove indicato.
Edizione del 1997
1. President of What? - 4:06
2. Champagne from a Paper Cup - 2:34
3. Pictures in an Exhibition - 4:02
4. Hindsight - 3:47
5. That's Incentive - 2:13
6. Amputations - 4:03
7. Two Cars - 3:31
8. Line of the Best Fit - 5:49

Edizione del 2002
1. President of What? - 4:06
2. Champagne from a Paper Cup - 2:34
3. Pictures in an Exhibition - 4:02
4. Hindsight - 3:47
5. That's Incentive - 2:13
6. Amputations - 4:03
7. Two Cars - 3:31
8. Line of the Best Fit - 5:49
9. This Charming Man - 2:14 - (Johnny Marr, Morrissey)
10. TV Trays - 4:02
11. New Candles - 3:02
12. Tomorrow - 2:17
13. Flustered/Hey Tomcat! - 2:56
14. State Street Residential - 5:51
15. Wait - 3:34 - (Farina, Secret Stars)
16. Prove My Hypotheses - 4:11
17. Song for Kelly Huckaby - 3:51
18. Army Corps of Architects - 4:43